# 威廉·卡維奴
威廉·施華·迪卡維奴（葡萄牙語：William Silva de Carvalho；1992年4月7日—），是一名葡萄牙職業足球員，現時效力於西班牙甲組足球聯賽球會皇家贝蒂斯。司職防守中場。

## 早年
出生於安哥拉羅安達的卡維奴於年少時已移民至葡萄牙。他的祖父柏拉亞（Praia）和叔父阿方素（Afonso）亦是足球員，於安哥拉球會森比桑加（Sambizanga）效力。

## 球會
在搬至葡萄牙後，卡維奴開始在街頭踢球，並因此獲得阿古拉奧體育會（Recreios Desportivos de Algueirão）垂青。2004年，他轉會至米拉辛達體育會（União Sport Clube de Mira Sintra），並成為該隊最年輕的隊長。其後他以13歲之齡加盟士砵亭的青訓系統，並在2011年4月3日首次代表一隊作賽，當時他在葡超以後備身份在1:1戰和甘馬雷斯的賽事中上陣6分鐘，其後他便被外借至葡乙球隊法迪馬。
卡維奴其後亦從2012年1月起被外借至比甲球會色格拉布魯日，為期一年半，在該隊他亦和一些同屬士砵亭的隊友共事。2013/14球季他正式返回士砵亭，在這個球季，他被新上任的領隊打造成球隊的後防中流砥柱。
2013年10月27日，卡維奴首次代表士砵亭取得入球，在對波圖的賽事中一度替球隊扳平1:1，但最終仍輸1:3。在隨後的夏天，他因表現搶眼而受到歐洲多支大球會青睞，當中包括阿仙奴提出以1300萬鎊加祖爾·甘保的條件被拒。事實上，士砵亭僅在2014年11月才全面擁有卡維奴的所有權，在此前球員是由第三方機構持有，致使交易難以達成。
卡維奴在2014/15球季揭幕戰對科英布拉大學的賽事中「見紅」，他在65分鐘兩黃一紅被逐，球隊最終亦只能在主場1:1賽和對手。
2018年7月13日，卡瓦略加盟皇家贝蒂斯，合同为期五年。

## 國際賽

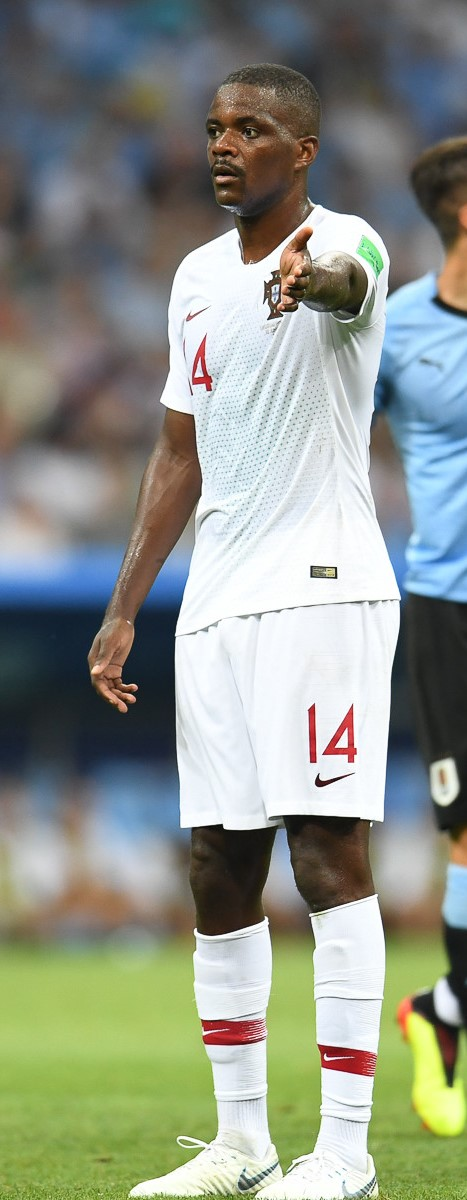
攝於2018年世界杯葡萄牙對烏拉圭賽事

卡維奴同時擁有代表葡萄牙和安哥拉的資格，而卡維奴選擇了前者。在他還效力葡萄牙U20時，安哥拉足球總會曾嘗試徵召他，但遭拒絕。
2012年10月15日，卡維奴首次亮相葡萄牙U21，在一場以0:1不敵烏克蘭U21的友誼賽中出場。在2015年歐青賽的外圍賽，他先後主場5:1大勝挪威及3:0大勝以色列的賽事中取得入球。
卡維奴終在2013年11月首次獲得葡萄牙領隊的徵召，出戰2014年世界盃足球賽對瑞典的附加賽。在11月19日他首次代表國家隊，在73分鐘後備入替，助球隊力保客勝3:2的戰果，終以總比數4:2勝出而晉級決賽周。
2014年5月19日，卡維奴入選葡萄牙的最終23人大軍名單，遠征巴西。6月22日對美國的分組賽中，他在下半場後備入替受傷的安達·艾美達而上演其世界盃「處子戰」，在之後對加納的賽事，他正選上陣兼踢足全場，助球隊以2:1取勝，但球隊仍因得失球差不及美國而以小組第三名出局。
在法国举行的2016年欧洲足球锦标赛上，卡瓦略因停赛错过了葡萄牙对阵威尔士国家足球队的半决赛，但在决赛中重新获得了首发位置，取代了达尼洛·佩雷拉，帮助球队在法兰西体育场以1-0战胜法国国家足球队，夺得冠军。2016年11月13日，他在2018年世界杯预选赛中打进了他的首个国际比赛进球，帮助葡萄牙主场以4-1战胜拉脱维亚国家足球队。2018年5月，卡瓦略被费尔南多·桑托斯选入参加在俄罗斯举行的2018年国际足联世界杯阵容。他还入选了2020年欧洲足球锦标赛阵容，并在16强赛中出场两次，葡萄牙被淘汰出局。
卡瓦略也入选了2022年卡塔尔2022年国际足联世界杯的最终名单。

## 榮譽

### 球會
葡萄牙体育
- 葡萄牙盃冠軍 : 2014–15
- 葡萄牙聯賽盃冠軍 : 2017–18[24]

貝迪斯
- 西班牙國王盃冠軍 : 2021–22[25]

### 國家隊
葡萄牙國家隊
- 歐洲國家盃冠軍：2016年
- 歐洲國家聯賽冠軍：2019年
- 聯合會盃季軍：2017年

### 個人
- 葡超每月最佳球員：2013年10月[26]、2013年11月[26]、2013年12月[27]、2014年3月[28]
- 葡超每月最佳年青球員：2013年8月、2013年9月、2013年10月、2013年11月、2014年3月、2014年4月
- 葡超年度最佳進步獎：2013/14

### 勳章
- 功績勳章指揮官級 : 2016[29]

## 外部連結
- Zerozero資料及數據
- 威廉·卡維奴於ForaDeJogo的個人資料
- 威廉·卡維奴在 National-Football-Teams.com 上的出场纪录
- 威廉·卡維奴 – FIFA國際賽競賽紀錄 (存檔)
- Soccerway 資料（页面存档备份，存于）